# Marie-Aude Murail
Marie-Aude Murail (Le Havre, 6 maggio 1954) è una scrittrice francese.

## Biografia
Suo padre, Gerard Murail, è un poeta e sua madre, Maria Teresa Barrois, è una giornalista. Suo fratello Lorris  e la sorella minore Elvire sono anch'essi scrittori, invece suo fratello maggiore Tristan Murail è il compositore.
Marie-Aude Murail ha iniziato a scrivere dall'età di 13 anni. Dopo aver studiato letteratura moderna alla Sorbona ed essersi laureata con una tesi sull'adattamento dei romanzi classici per bambini, ha lavorato presso Éditions mondiales. A metà degli anni '80, ha pubblicato i suoi primi due romanzi per adulti, Passage (1985) e Voici Lou con l'editore svizzero Pierre-Marcel Favre.
Nel 2022 è stata insignita del Premio Hans Christian Andersen.

### Vita privata
Nel 1973 ha sposato Pierre-Michel Robert, un funzionario del INSEE, e hanno avuto tre figli: Benjamin (1977), Charles (1987) e Costanza (1994).

## Opere
- Passage 1985
- Voici Lou 1986
- La bambina dai capelli blu (Mystère) 1987 ISBN 88-477-1115-0
- Le Chien des Mers 1988
- baby-sitter blues (Les Mésaventures d'Émilien 1. Baby-sitter blues) 1989 ISBN 978-88-09-05172-0
- Les Mésaventures d'Émilien 2. Le trésor de mon père 1989
- Les Mésaventures d'Émilien 3. Le clocher d'Abgall, 1989
- Papà e i bagni di lingue (Le Hollandais sans peine) 1989 ISBN 88-7927-166-0
- Funiculaire 1989
- Les Mésaventures d'Émilien 4. Au bonheur des larmes 1990
- Mon bébé à 210 francs 1990
- Les Secrets véritables 1990
- Lo zio Giorgio (L'Oncle Giorgio) 1990 ISBN 88-7068-381-8
- Pianta un seme... e spunta un mostro (Graine de monstre) 1991 ISBN 88-7068-460-1
- Nils Hazard chasseur d'énigmes: Dinky rouge sang 1991
- Les Mésaventures d'Émilien 5. Un séducteur-né 1991
- Un dimanche chez les dinosaures 1991
- C'e un assassino nel collegio (Nils Hazard chasseur d'énigmes: L'Assassin est au collège) 1992 ISBN 88-452-3857-1
- Les Mésaventures d'Émilien 6. Sans sucre, merci 1992
- Les Mésaventures d'Émilien 7. Nos amours ne vont pas si mal 1993
- Nils Hazard chasseur d'énigmes: La dame qui tue 1993
- Son papa est le roi 1993
- Le Visiteur de minuit 1993
- Les Secrets du docteur Magicus 1993
- Le Défi de Serge T. 1993
- Continue la lecture, on n'aime pas la récré... 1993
- Moi, le zoulou 1994
- Le Changelin 1994
- Nils Hazard chasseur d'énigmes: Tête à rap 1994
- Nils Hazard chasseur d'énigmes: Scénario catastrophe 1995
- Devenez populaire en cinq leçons 1995
- Nous on n'aime pas lire 1996
- Qui a peur de Madame Lacriz? 1996
- L'Or des mages 1996
- Nils Hazard chasseur d'énigmes: Qui veut la peau de Maori Cannell? 1997
- Gesù come un romanzo (Jésus, comme un roman...) 1997 ISBN 88-452-4023-1
- Ma vie a changé 1997
- Je ne sais pas quoi lire 2001
- Amour, vampire et loup-garou 1998
- Nils Hazard chasseur d'énigmes: Rendez-vous avec Monsieur X 1998
- D'amour et de sang 1999
- Peau de rousse 1999
- Tom Lorient 1999
- Souï-Manga 1999 (con Elvire Murail)
- La Peur de ma vie 2000
- Tu t'es vu quand tu triches? 2000
- Oh, Boy! 2000 ISBN 978-88-09-76676-1
- Noël à tous les étages 2001
- MythO 2001
- L'Espionne 2001
- L'espionne fonde son club 2001
- L'espionne joue à l'espion 2001
- Golem (Golem, con Elvire e Lorris Murail) 2002 ISBN 88-04-51710-7
- Auteur jeunesse - Comment le suis-je devenue, pourquoi le suis-je restée 2003
- Le Gène zinzin 2003
- Jeu dangereux 2003
- L'espionne sauve la planète 2003
- L'espionne arrête d'espionner 2003
- L'espionne allume son robot 2003
- L'espionne s'énerve 2003
- L'Expérienceur 2003 (con Lorris Murail)
- Mio fratello Simple (Simple) 2004 ISBN 978-88-09-78395-9
- Nodi al pettine (Maïté Coiffure) 2004 ISBN 978-88-09-76770-6
- L'espionne se méfie 2004
- L'espionne veut la vérité 2004
- Cécile: il futuro è per tutti (Vive la République!) 2005 978-88-09-77897-9
- Picnic al cimitero e altre stranezze: un romanzo su Charles Dickens (Charles Dickens) 2005 ISBN 978-88-09-77297-7
- Patte-Blanche 2005
- L'espionne cartonne 2005
- La Fille du docteur Baudoin 2006
- L'espionne déclone 2006
- Nonpareil 2007
- L'espionne est occupée 2007
- Bulle - méthode de lecture pour le Cours préparatoire - cycle 2 2008 (in collaborazione con Christine Thiéblemont e Patricia Langlois-Bucheton)
- Il était trois fois 2008 (con Elvire Murail)
- Miss Charity (Miss Charity) 2008 ISBN 978-88-09-75724-0
- 22! 2008
- L'espionne réfléchit 2009
- Malo de Lange, fils de voleur - tome 1 2009
- Crack!: un anno in crisi (Papa et Maman sont dans un bateau) 2009 ISBN 978-88-09-79143-5
- La Bande à Tristan 2010
- Le Tueur à la cravate, suivi de: Comment naît un roman (ou pas) 2010
- L'espionne s'emmêle 2010
- Malo de Lange, fils de Personne - tome 2 2011
- L'espionne ment énormément 2011
- Temps de canard pour l'Espionne 2011
- De grandes espérances 2012 (adattamento del romanzo di Charles Dickens)
- Malo de Lange et le fils du roi - tome 3 2012
- L'espionne frissonne 2012
- L'espionne s'étonne 2013
- Trois mille façons de dire je t'aime 2013
- Pas si méchant 2015